# Gran Premio Jef Scherens 2018
La 52.ª edición de la clásica ciclista Gran Premio Jef Scherens (nombre oficial: Grote Prijs Jef Scherens-Rondom Leuven) se celebró en Bélgica el 16 de septiembre de 2018 sobre un recorrido de 185,7 kilómetros con inicio y final en la ciudad de Lovaina.
La carrera formó parte del UCI Europe Tour 2018, dentro de la categoría 1.1, y fue ganada por el belga Jasper Stuyven del Trek-Segafredo. Los también belgas Jonas Van Genechten del Vital Concept y Timothy Dupont del Wanty-Groupe Gobert, segundo y tercer clasificado respectivamente, completaron el podio.

## Equipos participantes
Tomaron parte en la carrera 23 equipos: 3 de categoría UCI WorldTeam; 9 de categoría Profesional Continental y 11 de categoría Continental. Formando así un pelotón de 158 ciclistas de los que acabaron 98. Los equipos participantes fueron:
| WorldTeams (3)- Lotto Soudal - Trek-Segafredo - Lotto NL-Jumbo Equipos continentales profesionales (9)- Hagens Berman Axeon - Roompot-Nederlandse Loterij - Israel Cycling Academy - Sport Vlaanderen-Baloise - Vérandas Willems-Crelan - Fortuneo-Samsic - Wanty-Groupe Gobert - WB-Aqua Protect-Veranclassic - Vital Concept Equipos continentales (11)- Cibel-Cebon - Team Joker Icopal - Lviv - Tarteletto-Isorex - T.Palm-Pôle Continental Wallon - SEG Racing Academy - Saint Michel-Auber 93 - Coop - Leopard - BEAT Cycling Club - Team Sauerland NRW p/b SKS GERMANY |
| |

## Clasificación final
- Las clasificaciones finalizaron de la siguiente forma:[2]

| \| Clasificación general \| Clasificación general \| Clasificación general \| Clasificación general \| Clasificación general \| \| Ciclista \| Ciclista \| Equipo \| Tiempo \| \| \| --------------------- \| --------------------- \| ----------------------- \| --------------------- \| --------------------- \| \| 1.º \| Jasper Stuyven \| Trek-Segafredo \| 4 h 16 min 54 s \| \| \| 2.º \| Jonas Van Genechten \| Vital Concept \| + 0 s \| \| \| 3.º \| Timothy Dupont \| Wanty-Groupe Gobert \| + 0 s \| \| \| 4.º \| Jens Debusschere \| Lotto-Soudal \| + 0 s \| \| \| 5.º \| Aksel Nõmmela \| BEAT Cycling Club \| + 0 s \| \| \| 6.º \| Jasper Philipsen \| Hagens Berman Axeon \| + 0 s \| \| \| 7.º \| Toms Skujiņš \| Trek-Segafredo \| + 0 s \| \| \| 8.º \| Markus Hoelgaard \| Joker Icopal \| + 0 s \| \| \| 9.º \| Alexander Krieger \| Leopard Pro Cycling \| + 0 s \| \| \| 10.º \| Sean De Bie \| Verandas Willems-Crelan \| + 0 s \| \| |                     |                         |                 |
| |                     |                         |                 |
| Fuente: ProCyclingStats |                     |                         |                 |
| Clasificación general |                     |                         |                 |
| Ciclista | Ciclista            | Equipo                  | Tiempo          |
| 1.º | Jasper Stuyven      | Trek-Segafredo          | 4 h 16 min 54 s |
| 2.º | Jonas Van Genechten | Vital Concept           | + 0 s           |
| 3.º | Timothy Dupont      | Wanty-Groupe Gobert     | + 0 s           |
| 4.º | Jens Debusschere    | Lotto-Soudal            | + 0 s           |
| 5.º | Aksel Nõmmela       | BEAT Cycling Club       | + 0 s           |
| 6.º | Jasper Philipsen    | Hagens Berman Axeon     | + 0 s           |
| 7.º | Toms Skujiņš        | Trek-Segafredo          | + 0 s           |
| 8.º | Markus Hoelgaard    | Joker Icopal            | + 0 s           |
| 9.º | Alexander Krieger   | Leopard Pro Cycling     | + 0 s           |
| 10.º | Sean De Bie         | Verandas Willems-Crelan | + 0 s           |

## UCI World Ranking
El Gran Premio Jef Scherens otorga puntos para el UCI WorldTour 2018 y el UCI World Ranking, este último para corredores de los equipos en las categorías UCI WorldTeam, Profesional Continental y Equipos Continentales. Las siguientes tablas son el baremo de puntuación y los corredores que obtuvieron puntos:
| Posición              | 1.ª | 2.ª | 3.ª | 4.ª | 5.ª | 6.ª | 7.ª | 8.ª | 9.ª | 10.ª |
| Clasificación general | 125 | 85  | 70  | 60  | 50  | 40  | 35  | 30  | 25  | 20   |

| 1.º  | Jasper Stuyven      | Trek-Segafredo          | 125 |
| 2.º  | Jonas Van Genechten | Vital Concept           | 85  |
| 3.º  | Timothy Dupont      | Wanty-Groupe Gobert     | 70  |
| 4.º  | Jens Debusschere    | Lotto Soudal            | 60  |
| 5.º  | Aksel Nõmmela       | BEAT CC                 | 50  |
| 6.º  | Jasper Philipsen    | Hagens Berman Axeon     | 40  |
| 7.º  | Toms Skujiņš        | Trek-Segafredo          | 35  |
| 8.º  | Markus Hoelgaard    | Joker Icopal            | 30  |
| 9.º  | Alexander Krieger   | Leopard                 | 25  |
| 10.º | Sean De Bie         | Vérandas Willems-Crelan | 20  |